# Як-39
Як-39 — проект многоцелевого дозвукового палубного самолёта вертикального взлёта и посадки (СВВП), разрабатывавшийся в ОКБ Яковлева как дальнейшее развитие серийного штурмовика Як-38. Работы по проекту были прекращены в 1985 году, когда предпочтение было отдано более перспективному сверхзвуковому СВВП Як-141.

## История
Летом 1979 года ОКБ Яковлева начало проектирование нового многоцелевого палубного самолёта ВВП, получившего индекс Як-39. Самолёт являлся развитием Як-38, но имел от него несколько важных отличий. В первую очередь это наличие многорежимной бортовой РЛС, которая давала возможность использовать управляемые ракеты «воздух — воздух» средней дальности и противокорабельные ракеты с радионаведением на конечном участке траектории. Установка РЛС потребовала полной переделки носовой части самолёта с установкой обтекателя большего размера. Кроме того были увеличены площадь крыла и объём внутренних топливных баков. Предполагалось наличие встроенной пушки калибра 30 мм.
Рассматривались разные варианты прицельного комплекса нового самолёта, в том числе Н019 (применялся на истребителе МиГ-29), «Шквал» (применялся на штурмовике Су-25Т и вертолёте Ка-50) и «Кайра» (применялся на истребителе-бомбардировщике МиГ-27).
Официально разработка самолёта началась в 1981 году. Примечательно, что велась проработка одновременно трёх вариантов Як-39 с литерами «И» (истребитель), «Ш» (штурмовик) и «УТ» (учебно-тренировочный самолёт). В конструкторском бюро планировали построить четыре одноместных прототипа в 1984—1986 годах и один прототип Як-39УТ в 1987 году. Однако, в 1983 году было решено отказаться от учебно-тренировочной версии, так как для этой цели было вполне достаточно уже имевшегося Як-38У.
В качестве подъёмно-маршевого двигателя предполагалось использовать ТРД Р28В-300 («изделие 59»), который должен был устанавливаться также и на модернизированные штурмовики Як-38М. В 1983 году было предложено заменить его на перспективный Р30В-300, который совмещал в себе элементы Р28В-300 и ТРДДФ Р79В-300, разрабатываемого для сверхзвукового СВВП Як-141. Однако, это предложение было отклонено, так как Р30В-300 существовал лишь на бумаге, а Р28В-300 уже был готов к серийному производству. Было также решено модифицировать подъёмные двигатели добавлением поворотных сопел.
В мае 1983 года было решено, что первый прототип Як-39 будет собран ко второму кварталу 1985 года, затем через полгода образец для статических испытаний и к четвёртому кварталу 1986 года второй прототип. Конструкторы предполагали, что новый самолёт сможет одинаково эффективно использоваться и как штурмовик, и как перехватчик. Однако, в 1985 году работы по проекту были прекращены и силы ОКБ сконцентрировались на более перспективном СВВП Як-141.

## Модификации
| Название модели | Краткие характеристики, отличия.         |
| --------------- | ---------------------------------------- |
| Як-39И          | Истребитель                              |
| Як-39УТ         | Двухместный учебно-тренировочный самолёт |
| Як-39Ш          | Штурмовик                                |

## Лётно-технические характеристики
Источники

### Технические характеристики
- Экипаж: 1 человек
- Масса пустого: 12 550 кг
- Двигатели:
  - Подъёмно-маршевый двигатель Р28В-300
    - тип двигателя: турбореактивный одноконтурный с управляемым вектором тяги
    - количество: 1
    - максимальная тяга: 1 × 7 100 кгс
    - управление вектором тяги: −90°

  - Подъёмный двигатель РД-41
    - тип двигателя: турбореактивный одноконтурный с управляемым вектором тяги
    - количество: 2
    - максимальная тяга: 2 × 4 100 кгс

### Лётные характеристики
- Максимальная скорость у земли: 900 км/ч
- Боевой радиус:
  - при разбеге 200 м и боевой нагрузке в 1 000 кг: 450 км
  - при вертикальном взлете и боевой нагрузке в 1 000 кг: 200 км
  - при вертикальном взлете и боевой нагрузке в 2 500 кг: 80 км